# Società Sportiva Arezzo 2020-2021
Questa voce raccoglie le informazioni riguardanti la Società Sportiva Arezzo nelle competizioni ufficiali della stagione 2020-2021.

## Stagione
Nella stagione 2020-2021 l'Arezzo disputa il girone B del campionato di Serie C, con i 29 punti raccolti si piazza però in ultima posizione, retrocedendo in Serie D. Con un girone di andata pessimo, nel quale ha raccolto solo 10 punti, ed un girone di ritorno discreto, con 19 punti raccolti, e proprio grazie al buon finale ha sfiorato per un solo punto l'opportunità di agganciare la zona Play-out. Sulla panchina aretina si sono alternati due tecnici, Ha iniziato il torneo Andrea Camplone, sostituito dopo sei giornate da Alessandro Potenza, poi all'inizio del girone di ritorno si è tornati con Andrea Camplone. In questa stagione non si è disputata la Coppa Italia di Serie C.

## Divise e sponsor
Le maglie aretine sono amaranto come le calze, mentre i calzoncini sono neri. Lo sponsor tecnico per la stagione 2019-2020 è Kappa, mentre lo sponsor ufficiale è New Energy Gas & Luce.

## Organigramma societario
Area direttiva
- Presidente: Giuseppe Monaco
- CdA: Roberto Muzzi, Jessica Manzo, Francesca Manzo, Iryna Manzo
- Amministratore Delegato: Sabatino Selvaggio
- Direttore Generale: Riccardo Fabbro
- Segretario generale: Gianluca Zinci

Area comunicazione e marketing
- Direttore area marketing: Fabiano Taliani
- Responsabile ufficio stampa: Nicola Brandini
- Social media marketing: Andrea Coscetti
- Referente store: Samuele Din
- Fotografo ufficiale: Giulio Cirinei
- Responsabile area informatica: Marco Frascogna

Area organizzativa e sicurezza
- Biglietteria e segreteria organizzativa: Elisa Panichi
- Responsabile sicurezza: Mauro Innocenti
- Sicurezza impianto stadio: Fabio Caoci
- SLO: Roberto Cuciniello
- Speaker ufficiale: David Steccato

Area sportiva
- Responsabile Scouting: Christian Salvadori
- Responsabile settore giovanile: Roberto Muzzi
- Direttore sportivo settore giovanile: Cristiano Tromboni

Area tecnica
- Allenatore: Alessandro Potenza (1ª-5ª)
 Andrea Camplone (6ª-)
- Allenatore in seconda: Vincenzo Marruocco (1ª-5ª)
 Maurizio Tacchi (6ª-)
- Preparatore atletico: Salvatore Lalinga
- Preparatore dei portieri: Marco Onesti
- Collaboratore tecnico: Matteo Bonavolontà
- Osservatore: Alessio Cappella
- Team Manager: Vincenzo Fiorini
- Magazzinieri: Giovanni Sarrini, Alessandro Scolari, Ottorina Gallorini

Area sanitaria
- Responsabile area medica: Egidio Giusti
- Medici sociali: Marco Bartolucci, Andrea Bonacci, Claudio Catalani, Flavia Pancani
- Fisioterapisti: Marco Benini, Daniele Bobini
- Massaggiatore: Giulio Caraffini
- Osteopata: Andrea Mencarini

## Rosa
La rosa tratta dal sito ufficiale è aggiornata al 14 gennaio 2021.
| N. |                    | Ruolo | Calciatore                |
| -- | ------------------ | ----- | ------------------------- |
| 1  | Italia (bandiera)  | P     | Andrea Sala               |
| 2  | Italia (bandiera)  | D     | Christian Ventola         |
| 3  | Italia (bandiera)  | D     | Marco Baldan              |
| 4  | Croazia (bandiera) | C     | Mate Maleš                |
| 5  | Italia (bandiera)  | D     | Diego Borghini            |
| 6  | Guinea (bandiera)  | C     | Sekou Yalani Soumah       |
| 7  | Italia (bandiera)  | C     | Niccolò Belloni           |
| 8  | Italia (bandiera)  | A     | Cristian Carletti         |
| 9  | Italia (bandiera)  | A     | Massimiliano Pesenti      |
| 10 | Italia (bandiera)  | A     | Aniello Cutolo (capitano) |
| 11 | Italia (bandiera)  | A     | Alessio Cerci             |
| 12 | Italia (bandiera)  | P     | Luca Tamma                |
| 13 | Italia (bandiera)  | D     | Andrea Maestrelli         |
| 14 | Italia (bandiera)  | D     | Aly Nader                 |
| 15 | Italia (bandiera)  | D     | Tommaso Maggioni          |
| 16 | Italia (bandiera)  | D     | Alessio Luciani           |
| 17 | Italia (bandiera)  | A     | Antonio Di Nardo          |
| 18 | Senegal (bandiera) | A     | Adama Sane                |
| 20 | Italia (bandiera)  | C     | Mirko Bortoletti          |
| 21 | Italia (bandiera)  | C     | Massimiliano Benucci      |

| N. |                      | Ruolo | Calciatore                |
| -- | -------------------- | ----- | ------------------------- |
| 22 | Italia (bandiera)    | P     | Stefano Tarolli           |
| 23 | Italia (bandiera)    | A     | Andrea Di Grazia          |
| 24 | Italia (bandiera)    | A     | Alessandro Piu            |
| 25 | Italia (bandiera)    | C     | Christian Sussi           |
| 27 | Italia (bandiera)    | A     | Leonardo Perez            |
| 28 | Italia (bandiera)    | D     | Samuele Bonaccorsi        |
| 29 | Rep. Ceca (bandiera) | D     | Marek Kodr                |
| 30 | Italia (bandiera)    | P     | Mirko Gagliardotto        |
| 31 | Italia (bandiera)    | C     | Alessandro Di Paolantonio |
| 32 | Italia (bandiera)    | A     | Diego Zuppel              |
| 33 | Italia (bandiera)    | D     | Nicolò Cherubin           |
| 34 | Italia (bandiera)    | C     | Mariano Arini             |
| 36 | Italia (bandiera)    | D     | Francesco Karkalis        |
| 37 | Italia (bandiera)    | C     | Matteo Serrotti           |
| 38 | Italia (bandiera)    | D     | Andrea Sbraga             |
| 46 | Italia (bandiera)    | C     | Daniele Altobelli         |
|    | Italia (bandiera)    | D     | Moris Sportelli           |
|    | Italia (bandiera)    | C     | Alberto Picchi            |
|    | Italia (bandiera)    | C     | Gabriele Raja             |
|    | Senegal (bandiera)   | C     | Mouhamadou Sakho          |

## Risultati

### Serie C

#### Girone di andata
| Arbitro: | Pascarella (Nocera Inferiore) |

|                          |           |                   |
| Miracoli 5’ Guidetti 32’ | Marcatori | 84’ (rig.) Cutolo |

| Arbitro: | Zufferli (Udine) |

|  |           |           |
|  | Marcatori | 56’ Kouan |

| Arbitro: | Cascone (Nocera Inferiore) |

|                  |           |          |
| De Silvestro 50’ | Marcatori | 86’ Sane |

| Arbitro: | Luciani (Roma) |

|  |           |                                       |
|  | Marcatori | 33’, 59’ (rig.) Arma 90+3’ Carlevaris |

| Arbitro: | Colombo (Como) |

|                                                        |           |               |
| Biasci 21’ (rig.), 62’ (rig.) Bellini 86’ Ferretti 89’ | Marcatori | 5’ Bortoletti |

| Arbitro: | Acanfora (Castellammare di Stabia) |

|  |           |                                                         |
|  | Marcatori | 9’ Della Latta 14’, 77’ Nicastro 36’ Ronaldo 59’ Buglio |

| Arbitro: | Collu (Cagliari) |

|                          |           |                                  |
| Volpicelli 14’ Cason 24’ | Marcatori | 48’ Bortoletti 58’ (rig.) Cutolo |

| Arbitro: | Petrella (Viterbo) |

|                        |           |                      |
| Pesenti 43’ Zuppel 79’ | Marcatori | 2’ G. Gomez 6’ Rizzo |

| Arbitro: | Centi (Viterbo) |

|                                     |           |  |
| Ganz 58’ (rig.) Guccione 63’ (rig.) | Marcatori |  |

| Arbitro: | Gualtieri (Asti) |

|                           |           |                                    |
| Zuppel 14’ Bortoletti 35’ | Marcatori | 11’ Botta 35’ Lescano 82’ D'Angelo |

| Fermo 9 dicembre 2020, ore 17:30 CET 11ª giornata | Fermana                       | 0 – 0 | Arezzo | Stadio Bruno Recchioni\| Arbitro: \| Pascarella (Nocera Inferiore) \| |
| Arbitro:                                          | Pascarella (Nocera Inferiore) |       |        |                                                                       |

| Arbitro: | Delrio (Reggio Emilia) |

|              |           |            |
| Cutolo 90+5’ | Marcatori | 8’ Barbuti |

| Arbitro: | Vergaro (Bari) |

|  |           |                        |
|  | Marcatori | 39’ Belloni 72’ Cutolo |

| Arbitro: | Perenzoni (Rovereto) |

|  |           |                                           |
|  | Marcatori | 2’ Tait 16’ Rover 20’ Casiraghi 61’ Karic |

| Arbitro: | Panettella (Gallarate) |

|  |           |                |
|  | Marcatori | 49’ Monachello |

| Arbitro: | Arace (Lugo di Romagna) |

|                                            |           |                  |
| D'Eramo 14’ De Feo 55’ (rig.) Di Paola 84’ | Marcatori | 21’, 55’ Belloni |

| Arbitro: | Maggio (Lodi) |

|                   |           |           |
| Cutolo 88’ (rig.) | Marcatori | 35’ Luppi |

| Arbitro: | Saia (Palermo) |

|               |           |                    |
| Franchini 31’ | Marcatori | 55’ Di Paolantonio |

| Arbitro: | Vigile (Cosenza) |

|  |           |                           |
|  | Marcatori | 12’ Favale 40’ Bortolussi |

#### Girone di ritorno
| Arbitro: | Costanza (Agrigento) |

|                   |           |                                                      |
| Piu 28’ Arini 47’ | Marcatori | 41’ Guerra 44’ (rig.) Ceccarelli 79’ (rig.) Miracoli |

| Arbitro: | Natilla (Molfetta) |

|                                  |           |  |
| Elia 12’ Falzerano 14’ Kouan 87’ | Marcatori |  |

| Arbitro: | Marcenaro (Genova) |

|  |           |              |
|  | Marcatori | 70’ Pasquato |

| Arbitro: | Pirrotta (Barcellona Pozzo di Gotto) |

|          |           |            |
| Arma 66’ | Marcatori | 21’ Sbraga |

| Arbitro: | Tremolada (Monza) |

|                                 |           |                                          |
| Altobelli 41’ Pinna 64’ Piu 85’ | Marcatori | 6’ (aut.) Sala 50’ Varoli 60’ Giovannini |

| Arbitro: | Di Marco (Ciampino) |

|                         |           |  |
| Firenze 13’ Chiricò 88’ | Marcatori |  |

| Arbitro: | Pashuku (Albano Laziale) |

|                            |           |  |
| Altobelli 13’ Iacoponi 47’ | Marcatori |  |

| Arbitro: | Bordin (Bassano del Grappa) |

|                          |           |               |
| G. Gomez 21’, 56’ (rig.) | Marcatori | 2’, 27’ Pinna |

| Arbitro: | Carella (Bari) |

|                           |           |              |
| Di Paolantonio 16’ (rig.) | Marcatori | 33’ Cheddira |

| Arbitro: | Arena (Torre del Greco) |

|           |           |  |
| Botta 67’ | Marcatori |  |

| Arbitro: | Garofalo (Torre del Greco) |

|                           |           |  |
| Di Paolantonio 71’ (rig.) | Marcatori |  |

| Arbitro: | Rutella (Enna) |

|  |           |                   |
|  | Marcatori | Cutolo 16’ (rig.) |

| Arezzo 21 marzo 2021, ore CEST 32ª giornata | Arezzo         | 0 – 0 | Imolese | Stadio Città di Arezzo\| Arbitro: \| Colombo (Como) \| |
| Arbitro:                                    | Colombo (Como) |       |         |                                                        |

| Arbitro: | Giaccaglia (Jesi) |

|               |           |  |
| Casiraghi 32’ | Marcatori |  |

| Arbitro: | Collu (Cagliari) |

|                                  |           |           |
| Zaro 27’ Gerli 78’ Sodinha 90+2’ | Marcatori | 21’ Perez |

| Arbitro: | Feliciani (Teramo) |

|                                                |           |                                      |
| Cutolo 9’ (rig.) Carletti 28’, 55’ Benucci 41’ | Marcatori | 38’ (rig.) Di Paola 90+1’ Pannitteri |

| Arbitro: | Cascone (Nocera Inferiore) |

|               |           |                 |
| Bulevardi 27’ | Marcatori | 90+6’ Di Grazia |

| Arbitro: | Zufferli (Udine) |

|                    |           |                |
| Di Paolantonio 28’ | Marcatori | 20’ Martignago |

| Arbitro: | Natilla (Molfetta) |

|                                                    |           |         |
| Sorrentino 13’ Bortolussi 39’ (rig.) Petermann 79’ | Marcatori | 90’ Piu |

### Coppa Italia

#### Turni eliminatori
| Arbitro: | Paterna (Teramo) |

|           |           |                          |
| Piana 67’ | Marcatori | 52’ Belloni 90+4’ Cutolo |

| Arbitro: | Manganiello (Pinerolo) |

|                                                  |           |  |
| Ceravolo 61’ Fiordaliso 81’ Gaetano 90+1’, 90+2’ | Marcatori |  |

## Statistiche
Statistiche aggiornate al 7 novembre 2020.

### Statistiche di squadra
| Competizione | Punti | In casa | In casa | In casa | In casa | In casa | In casa | In trasferta | In trasferta | In trasferta | In trasferta | In trasferta | In trasferta | Totale | Totale | Totale | Totale | Totale | Totale | DR  |
| Competizione | Punti | G       | V       | N       | P       | Gf      | Gs      | G            | V            | N            | P            | Gf           | Gs           | G      | V      | N      | P      | Gf     | Gs     | DR  |
| ------------ | ----- | ------- | ------- | ------- | ------- | ------- | ------- | ------------ | ------------ | ------------ | ------------ | ------------ | ------------ | ------ | ------ | ------ | ------ | ------ | ------ | --- |
| Serie C      | 29    | 19      | 3       | 7       | 9       | 20      | 34      | 19           | 2            | 7            | 10           | 17           | 32           | 38     | 5      | 14     | 19     | 37     | 66     | -29 |
| Coppa Italia | -     | 0       | 0       | 0       | 0       | 0       | 0       | 2            | 1            | 0            | 1            | 2            | 5            | 2      | 1      | 0      | 1      | 2      | 5      | -3  |
| Totale       | -     | 19      | 3       | 7       | 9       | 20      | 34      | 21           | 3            | 7            | 11           | 19           | 37           | 40     | 6      | 14     | 20     | 39     | 71     | -32 |

### Andamento in campionato
| Giornata  | 1  | 2  | 3  | 4  | 5  | 6  | 7  | 8  | 9  | 10 | 11 | 12 | 13 | 14 | 15 | 16 | 17 | 18 | 19 | 20 | 21 | 22 | 23 | 24 | 25 | 26 | 27 | 28 | 29 | 30 | 31 | 32 | 33 | 34 | 35 | 36 | 37 | 38 |
| --------- | -- | -- | -- | -- | -- | -- | -- | -- | -- | -- | -- | -- | -- | -- | -- | -- | -- | -- | -- | -- | -- | -- | -- | -- | -- | -- | -- | -- | -- | -- | -- | -- | -- | -- | -- | -- | -- | -- |
| Luogo     | T  | C  | T  | C  | T  | C  | T  | C  | T  | C  | T  | C  | T  | C  | C  | T  | C  | T  | C  | C  | T  | C  | T  | C  | T  | C  | T  | C  | T  | C  | T  | C  | T  | T  | C  | T  | C  | T  |
| Risultato | P  | P  | N  | P  | P  | P  | N  | N  | P  | P  | N  | N  | V  | P  | P  | P  | N  | N  | P  | P  | P  | P  | N  | N  | P  | V  | N  | N  | P  | V  | V  | N  | P  | P  | V  | N  | N  | P  |
| Posizione | 20 | 20 | 20 | 20 | 20 | 20 | 20 | 20 | 20 | 20 | 20 | 20 | 20 | 20 | 20 | 20 | 20 | 20 | 20 | 20 | 20 | 20 | 20 | 20 | 20 | 20 | 20 | 20 | 20 | 20 | 19 | 19 | 19 | 19 | 19 | 19 | 19 | 20 |

Fonte:  Serie C - Girone B, su calcio.com.
Legenda:

Luogo: C = Casa; T = Trasferta. Risultato: V = Vittoria; N = Pareggio; P = Sconfitta.

### Statistiche dei giocatori
| Giocatore         | Serie C  | Serie C | Serie C     | Serie C    | Coppa Italia | Coppa Italia | Coppa Italia | Coppa Italia | Totale   | Totale | Totale      | Totale     |
| Giocatore         | Presenze | Reti    | Ammonizioni | Espulsioni | Presenze     | Reti         | Ammonizioni  | Espulsioni   | Presenze | Reti   | Ammonizioni | Espulsioni |
| ----------------- | -------- | ------- | ----------- | ---------- | ------------ | ------------ | ------------ | ------------ | -------- | ------ | ----------- | ---------- |
| D. Altobelli      | 17       | 2       | 0           | 0          | 0            | 0            | 0            | 0            | 17       | 2      | 0           | 0          |
| M. Arini          | 29       | 1       | 0           | 0          | 0            | 0            | 0            | 0            | 29       | 1      | 0           | 0          |
| M. Baldan         | 14       | 0       | 0           | 0          | 0            | 0            | 0            | 0            | 14       | 0      | 0           | 0          |
| N. Belloni        | 16       | 3       | 0           | 0          | 0            | 0            | 0            | 0            | 16       | 3      | 0           | 0          |
| M. Benucci        | 21       | 1       | 0           | 0          | 0            | 0            | 0            | 0            | 21       | 1      | 0           | 0          |
| S. Bonaccorsi     | 3        | 0       | 0           | 0          | 0            | 0            | 0            | 0            | 3        | 0      | 0           | 0          |
| D. Borghini       | 12       | 0       | 0           | 0          | 0            | 0            | 0            | 0            | 12       | 0      | 0           | 0          |
| A. Cerci          | 0        | 0       | 0           | 0          | 0            | 0            | 0            | 0            | 0        | 0      | 0           | 0          |
| C. Carletti       | 13       | 4       | 0           | 0          | 0            | 0            | 0            | 0            | 13       | 4      | 0           | 0          |
| A. Cerci          | 15       | 0       | 0           | 0          | 0            | 0            | 0            | 0            | 15       | 0      | 0           | 0          |
| N. Cherubin       | 22       | 0       | 0           | 0          | 0            | 0            | 0            | 0            | 22       | 0      | 0           | 0          |
| C. Cipolletta     | 5        | 0       | 0           | 0          | 0            | 0            | 0            | 0            | 5        | 0      | 0           | 0          |
| A. Cutolo         | 35       | 7       | 0           | 0          | 0            | 0            | 0            | 0            | 35       | 7      | 0           | 0          |
| A. Di Nardo       | 15       | 0       | 0           | 0          | 0            | 0            | 0            | 0            | 15       | 0      | 0           | 0          |
| A. Di Grazia      | 11       | 1       | 0           | 0          | 0            | 0            | 0            | 0            | 11       | 1      | 0           | 0          |
| A. Di Paolantonio | 27       | 4       | 0           | 0          | 0            | 0            | 0            | 0            | 27       | 4      | 0           | 0          |
| F. Foglia         | 14       | 0       | 0           | 0          | 0            | 0            | 0            | 0            | 14       | 0      | 0           | 0          |
| D. Iacoponi       | 15       | 1       | 0           | 0          | 0            | 0            | 0            | 0            | 15       | 1      | 0           | 0          |
| M. Kodr           | 10       | 0       | 0           | 0          | 0            | 0            | 0            | 0            | 10       | 0      | 0           | 0          |
| A. Loliva         | 1        | 0       | 0           | 0          | 0            | 0            | 0            | 0            | 1        | 0      | 0           | 0          |
| A. Luciani        | 34       | 0       | 0           | 0          | 0            | 0            | 0            | 0            | 34       | 0      | 0           | 0          |
| T. Maggioni       | 18       | 0       | 0           | 0          | 0            | 0            | 0            | 0            | 18       | 0      | 0           | 0          |
| M. Maleš          | 5        | 0       | 0           | 0          | 0            | 0            | 0            | 0            | 5        | 0      | 0           | 0          |
| D. Merola         | 7        | 0       | 0           | 0          | 0            | 0            | 0            | 0            | 7        | 0      | 0           | 0          |
| L. Mosti          | 5        | 0       | 0           | 0          | 0            | 0            | 0            | 0            | 5        | 0      | 0           | 0          |
| A. Nader          | 6        | 0       | 0           | 0          | 0            | 0            | 0            | 0            | 6        | 0      | 0           | 0          |
| L. Perez          | 12       | 1       | 0           | 0          | 0            | 0            | 0            | 0            | 12       | 1      | 0           | 0          |
| M. Pesenti        | 12       | 1       | 0           | 0          | 0            | 0            | 0            | 0            | 12       | 1      | 0           | 0          |
| A. Picchi         | 2        | 0       | 0           | 0          | 0            | 0            | 0            | 0            | 2        | 0      | 0           | 0          |
| M. Pissardo       | 1        | -2      | 0           | 0          | 0            | 0            | 0            | 0            | 1        | -2     | 0           | 0          |
| A. Piu            | 18       | 3       | 0           | 0          | 0            | 0            | 0            | 0            | 18       | 3      | 0           | 0          |
| A. Sala           | 28       | -43     | 0           | 0          | 0            | 0            | 0            | 0            | 28       | -43    | 0           | 0          |
| A. Sane           | 6        | 1       | 0           | 0          | 0            | 0            | 0            | 0            | 6        | 1      | 0           | 0          |
| A. Sbraga         | 20       | 1       | 0           | 0          | 0            | 0            | 0            | 0            | 20       | 1      | 0           | 0          |
| C. Sussi          | 19       | 0       | 0           | 0          | 0            | 0            | 0            | 0            | 19       | 0      | 0           | 0          |
| L. Tamma          | 3        | -12     | 0           | 0          | 0            | 0            | 0            | 0            | 3        | -12    | 0           | 0          |
| S. Tarolli        | 4        | -6      | 0           | 0          | 0            | 0            | 0            | 0            | 4        | -6     | 0           | 0          |
| D. Zuppel         | 14       | 2       | 0           | 0          | 0            | 0            | 0            | 0            | 14       | 2      | 0           | 0          |